# ISO 3166-2:BO

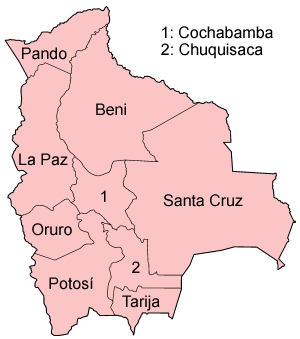
Mapa de los 9 departamentos de Bolivia

La norma ISO 3166-2:BO establece los geocódigos ISO 3166-2 de los 9 departamentos de Bolivia. La primera parte es el código BO de ISO 3166-1 y la segunda parte es alfabética, de un carácter.

## Códigos
| BO-B | Departamento del Beni      |
| BO-C | Departamento de Cochabamba |
| BO-H | Departamento de Chuquisaca |
| BO-L | Departamento de La Paz     |
| BO-N | Departamento de Pando      |
| BO-O | Departamento de Oruro      |
| BO-P | Departamento de Potosí     |
| BO-S | Departamento de Santa Cruz |
| BO-T | Departamento de Tarija     |

| Departamento del Beni      | BO-B |
| Departamento de Chuquisaca | BO-H |
| Departamento de Cochabamba | BO-C |
| Departamento de La Paz     | BO-L |
| Departamento de Oruro      | BO-O |
| Departamento de Pando      | BO-N |
| Departamento de Potosí     | BO-P |
| Departamento de Santa Cruz | BO-S |
| Departamento de Tarija     | BO-T |